# Tamiami
Tamiami és una concentració de població designada pel cens dels Estats Units a l'estat de Florida. Segons el cens del 2000 tenia 54.788 habitants.

## Demografia
Segons el cens del 2000, Tamiami tenia 54.788 habitants, 16.285 habitatges, i 14.233 famílies. La densitat de població era de 2.882 habitants/km².
Dels 16.285 habitatges en un 42,1% hi vivien nens de menys de 18 anys, en un 66% hi vivien parelles casades, en un 16,2% dones solteres, i en un 12,6% no eren unitats familiars. En el 9,4% dels habitatges hi vivien persones soles el 3,5% de les quals corresponia a persones de 65 anys o més que vivien soles. El nombre mitjà de persones vivint en cada habitatge era de 3,33 i el nombre mitjà de persones que vivien en cada família era de 3,5.
Per edats la població es repartia de la següent manera: un 24,4% tenia menys de 18 anys, un 8,7% entre 18 i 24, un 30% entre 25 i 44, un 24,1% de 45 a 60 i un 12,9% 65 anys o més.
L'edat mediana era de 37 anys. Per cada 100 dones de 18 o més anys hi havia 85,4 homes.
La renda mediana per habitatge era de 47.503 $ i la renda mediana per família de 49.763 $. Els homes tenien una renda mediana de 30.716 $ mentre que les dones 26.426 $. La renda per capita de la població era de 17.601 $. Entorn del 7,6% de les famílies i el 9,4% de la població estaven per davall del llindar de pobresa.

## Poblacions més properes
El següent diagrama mostra les poblacions més properes.